# Юзелюнас, Юлюс

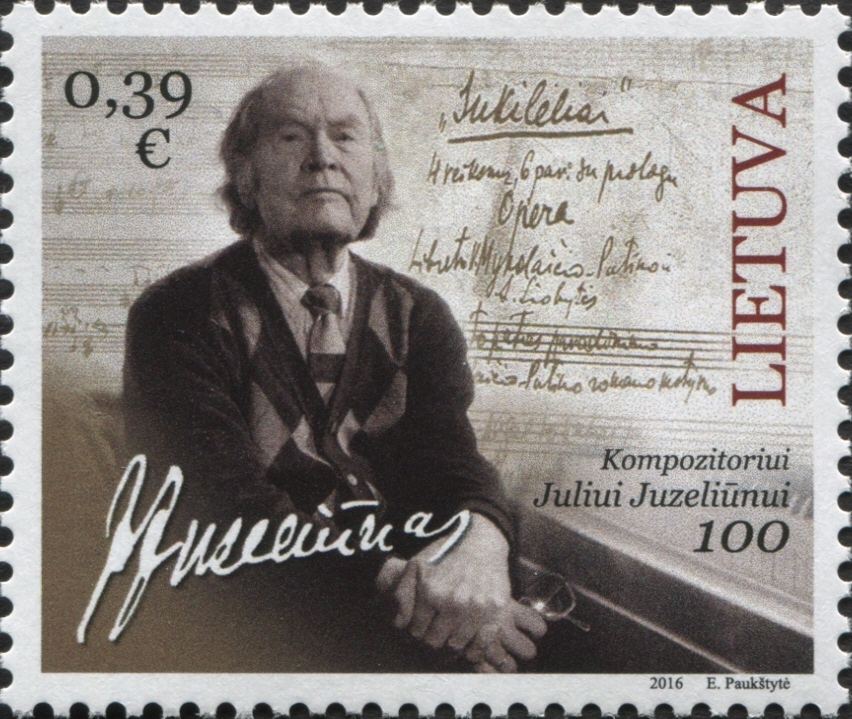
Почтовая марка Литвы, посвящённая 100-летию со дня рождения Ю. Юзелюнаса

Ю́люс Юзелю́нас (лит. Julius Juzeliūnas; 20 февраля 1916, Шаймельн, Латвия, теперь Жеймелис, Шяуляйский уезд, Литва — 15 июня 2001, Вильнюс) — советский и литовский композитор, педагог; народный артист Литовской ССР (1966),

## Биография
В 1948 году окончил Каунасскую консерваторию. Ученик Юозаса Груодиса. В 1952 году окончил аспирантуру Ленинградской консерватории (класс В. В. Волошинова).
С 1952 года преподаватель (с 1970 профессор) Литовской консерватории. Доктор искусствоведения (1973). Один из основных представителей балтийского «минимализма». В музыке использовал фольклорные мотивы. Среди учеников: Феликсас Байорас, Юстинас Башинскас, Витаутас Лаурушас, Витаутас Юозапайтис, Юргис Юозапайтис и другие. Автор книги „Akordo sandaros klausimu“ (Kaunas, 1972).
Член Инициативной группы Литовского движения за перестройку (1988), в 1988—1993 годах член совета Сейма Саюдиса. Был председателем Комиссии по расследованию преступлений сталинизма (1988—1990). Избирался народным депутатом СССР (1989—1990). В 1991—1997 годах председатель Центра исследований репрессий в Литве. В 1991—1995 годах член Совета Литвы по науке.

## Сочинения
- опера «Повстанцы» (1957, поставлена 1977, Вильнюс)
- опера «Игра» (1968)
- балет «На берегу моря» (1953, Вильнюс)
- симфония-оратория Cantus magnificat (1979)
- вокально-симфоническая поэма «Колыбельная пеплу» (1963)
- кантата «Говор цветов» (1985)
- 5 симфоний (1948-1982)
- «Героическая поэма» (1950)
- сюита «Африканские эскизы» (1961)
- «Пассакалия» (1962)
- «Concerto grosso» (1966, для струнного оркестра, духового квинтета и фортепиано)
- и другие...

## Награды и звания
- орден Ленина (1954)
- Народный артист Литовской ССР (1966)
- орден Трудового Красного Знамени (1976)
- Лауреат Национальной премии Литвы по культуре и искусству (1990)
- Офицерский крест ордена Великого князя Литовского Гядиминаса (1996)